# Ту-119
Ту-119 — проєкт літака-летючої лабораторії (атомольота) для натурних випробувань турбогвинтових двигунів з теплообмінниками і ядерним реактором на борту.

## Історія
12 серпня 1955 року вийшла Постанова Ради міністрів СРСР про початок робіт і досліджень у галузі створення ядерної авіаційної силової установки (ЯСУ). Планувалося, через 20-30 років вийти на будівництво повноцінних бойових літаків з ЯСУ різного класу і призначення. Згідно з постановою, роботи з проєктування ЯСУ виконувалися в КБ М. Д. Кузнєцова і в КБ А. М. Люльки. Літаки проєктувалися в КБ А. М. Туполєва і КБ В. М. Мясищева. Роботи з авіаційного реактора виконувалися в Курчатовському інституті під керівництвом академіка А. П. Александрова.

## Опис
На першому етапі робіт створювався наземний стенд для відпрацювання літакової ядерної силової установки. 28 березня 1956 року вийшла Постанова РМ СРСР, відповідно до якої почалися роботи з проєктування і створення летючої лабораторії в КБ Туполєва. Як базовий вирішили використати стратегічний бомбардувальник Ту-95М. Вирішено переробити літак для дослідження впливу працюючого ядерного реактора на обладнання та апаратуру літака, для вивчення питань біологічного захисту екіпажу та для отримання досвіду експлуатації ядерного реактора на борту літального апарата.
У 1958 році був готовий наземний стенд і літак Ту-95ЛАЛ (замовлення 247) з ядерним реактором у вантажному відсіку. Реактор був оснащений гідравлічними підйомниками для зручності обслуговування. Перший пуск реактора наземного стенда зроблено на семипалатинському полігоні в 1959 році. Літак переобладнано до 1961 року і з травня по серпень виконано 34 польоти.
Виконувалися польоти як із гарячим, так і з холодним реактором. Переважно перевірявся біологічний захист кабіни екіпажу. За результатами випробувань вирішено продовжувати роботи з цієї теми. Почалися роботи з проєктування експериментальної машини «119».
На Ту-119 передбачалося встановити два внутрішніх ТГД з теплообмінниками типу НК-14А і два зовнішніх — штатні НК-12М. До початку 70-х років планувалося почати льотні випробування літака. Наступним етапом планувалося створити повноцінний бойовий літак протичовнової оборони з ЯСУ — чотирма НК-14А. Передбачалася велика тривалість польоту, обмежена тільки можливостями екіпажу.
Екіпаж і експериментатори розташовувалися в передній герметичній кабіні, де був датчик, що фіксує випромінювання. Кабіна була захищена екраном зі свинцю. Другий датчик містився в районі вантажного відсіку, де розташовувалося бойове навантаження. Третій датчик містився в задній кабіні. У середній частині фюзеляжу розташовувався відсік з реактором з потужною захисною оболонкою.
Приблизно в цей самий час дослідженнями щодо літаків з ЯСУ займалися і в США. Як і в СРСР, проводились польоти з працюючими реакторами на борту. Але, приблизно в один час, на початку 1960-х років всі роботи з ЯСУ атмосферних літальних апаратів припинено. Однією з можливих причин припинення робіт є той факт, що в разі авіакатастрофи наслідки від падіння літального апарата з ядерним реактором на борту були б катастрофічними.

## Тактико-технічні характеристики
Наведено дані Ту-95ЛАЛ.
Джерело: Gordon Y, Davison P, 2006, p. 39
Основні характеристики
- Екіпаж: 9
- Довжина: 46,17 м
- Висота: 12,5 м
- Розмах крила: 50,04 м

- Площа крила: 283,7 м²
- Нормальна злітна маса: 145000

Льотні характеристики
- Крейсерська швидкість: 750-800 км/год
- Практична дальність: 4700 км

- Посадкова маса: 110 000 кг
- Маса реактора: 39 000 кг